# Jean-Baptiste Ernest Lacombe
Pour les articles homonymes, voir Lacombe.

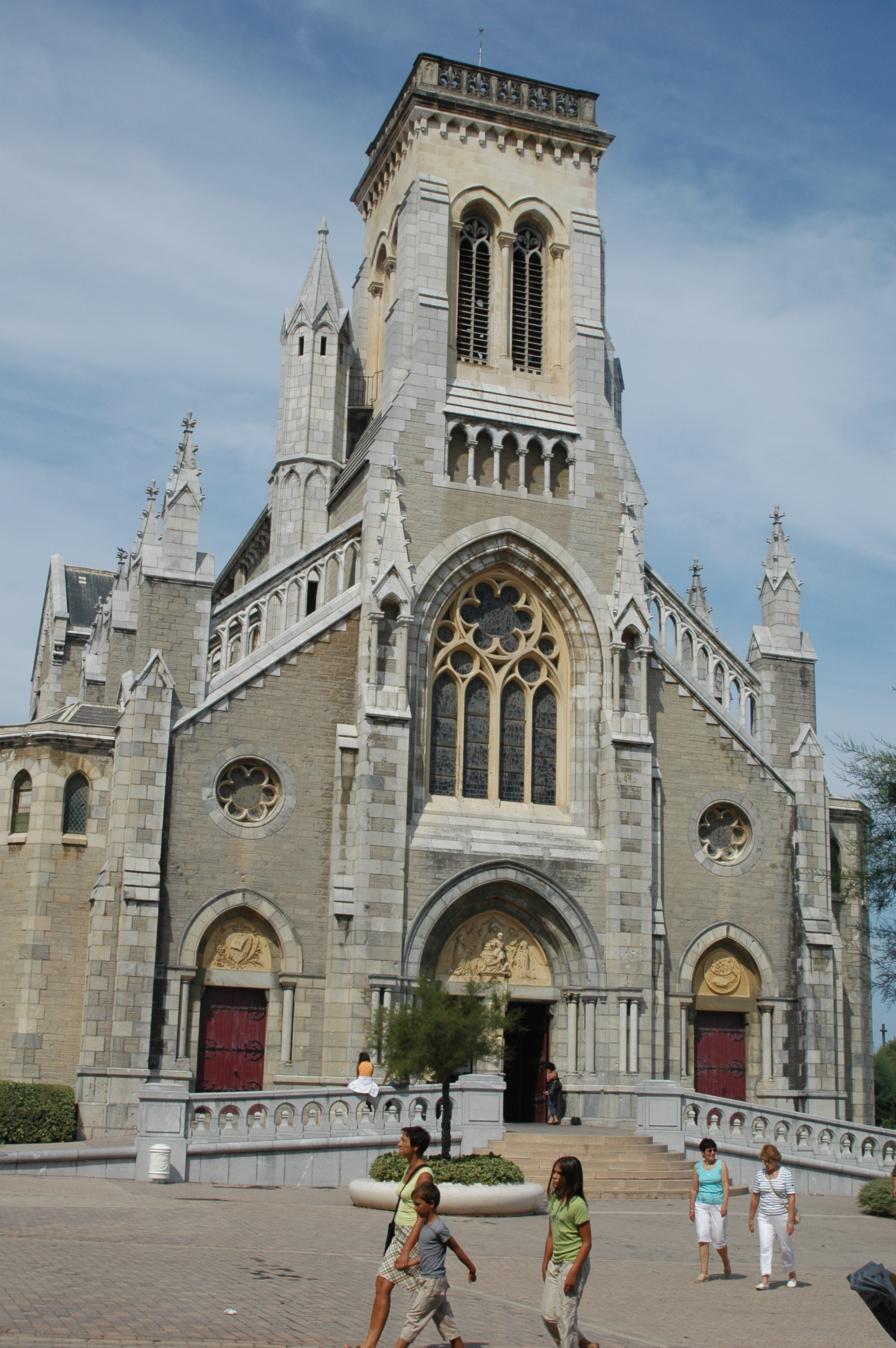
Biarritz, église Sainte-Eugénie

Jean-Baptiste Ernest Lacombe, né à Biarritz le 19 octobre 1854 est le fils de Jean Antoine Prosper Lacombe, architecte et de Clémence Salles. Il fut un architecte du XIXe siècle diplômé de l'école des Beaux-Arts en 1884. Il obtient une mention au salon de 1885. Il est nommé surveillant des travaux diocésains le 29 mai 1900. Architecte des monuments historiques, il est nommé officier d'Académie le 19 juillet 1901.
Il meurt le 30 septembre 1922 dans son château de Lavergne à Bouliac près de Bordeaux.

## Distinctions
- Officier d'académie (1901)

## Principales réalisations
À Biarritz :
- église Sainte-Eugénie ;
- arceaux Lacombe (1910) ;
- villa Bidartea.

À Bordeaux il collabore à de nombreux travaux avec l'architecte de la ville Charles Durand :
- bibliothèque municipale Mably (l'actuelle cour régionale des comptes) ;
- chambre de commerce ;
- faculté de droit ;
- hospices civils ;
- grand théâtre de Bordeaux ;
- inspecteur général des travaux de la faculté de médecine ;
- magasins des Nouvelles Galeries ;
- institut de zoologie ;
- groupe scolaire Godard ;
- marché des Douves ;
- écuries du nettoiement ;

À Arcangues :
- château du Bosquet (1905) ;

À Orthez :
- château de Préville.